# Slaget vid Vevi (1941)
Slaget vid Vevi (eller Veve, grekiska: Μάχη της Bεύης), i Grekland också känt som Slaget vid Klidipasset (Kirli Derven) var en del av slaget om Grekland under andra världskriget. Slaget utspelades sig 11–12 april 1941. Allierade trupper stred mot trupper från Nazityskland.

## Bakgrund
Nazityskland invaderade Grekland och södra Jugoslavien under den första veckan i april 1941. Efter kollapsen av motståndsrörelsen i Jugoslavien blev västra flanken av Vermiolinjen, som innehades av grekiska och trupper ur brittiska samväldet, utsatt. Den nya planen hade för avsikt att samväldets styrkor skulle hålla bort tyska styrkor i västra Makedonien tills de icke-motoriserade grekiska infanteriet hade dragit sig tillbaka till fots från Vermio till Siniatsiko och en ny försvarslinje hade bildats mellan berget Olympos och floden Aliakmonas.
På morgonen den 10 april avancerade tyska XL Panzer Korps från Monastir för att erövra den grekiska staden Florina 13 km söder om den jugoslaviska gränsen genom att utnyttja Monastirdalen. Leibstandarte Adolf Hitler (LSSAH), ett truppförband under befäl av Oberstgruppenführer Josef (Sepp) Dietrich och åtföljd av 9. Panzer-Division avancerade längre söderut och ockuperade orten Vevi den 11 april. Tyska 73. Infanterie-Division följde efter bakom LSSAH och anföll i väst för att bredda fronten av det tyska genombrottet. Efter konfronterat grekiska kavalleridivisionen i strider vid Pisoderipasset misslyckades man att göra några framsteg.
En blandad australisk-brittisk-nyzeeländsk-grekiska enhet, känd som Mackay Force, sattes samman hastigt. Dess uppgift, enligt brittiska samväldets befälhavare i Grekland, general Henry Maitland Wilson, var att "stoppa ett blixtkrig nere i Florinadalen". Styrkan fick sitt namn efter dess befälhavare, den australiska generalmajoren Iven Mackay, som hade sitt högkvarter i Perdika.
De australiska och nyzeeländska trupperna var trötta efter en lång och plötsligt resa från Nordafrika och var inte beredd på en europeisk vinter som var kvarvarande i de grekiska bergen.

## Fotnoter
1. a Det finns ingen fullständig förlustsiffra i den grekiska arméns officiella historia. Nämnda förluster är: de dödade befälhavaren för 88:e regementet,[9] de 11 döda och 19 skadade ur I/88-bataljonen[9] och 10 döda och skadade ur 2:a kompaniet/Dodecanese-regementet.[10] Annars var Dodecanese-regementets förluster "minimala".[11] Kända tillfångatagna är de 96 stycken ur I/88[9] och de 40 som tyskarna hävdar tillfångatogs vid Petra.[10] Detta överensstämmer med det tyska påståendet att sammanlagt 600 togs till fånga.[12]